# Christoph Gruber
Christoph Gruber (* 25. März 1976 in Schwaz) ist ein ehemaliger österreichischer Skirennläufer, der vor allem in der Disziplin Super-G, aber auch in der Abfahrt und im Riesenslalom erfolgreich war. Er wurde 1995 zweifacher Juniorenweltmeister und gewann 2000 die Europacup-Gesamtwertung. In seinen zwölf Saisonen im Weltcup gewann er fünf Rennen. Gruber nahm zweimal an Olympischen Winterspielen und fünfmal an Weltmeisterschaften teil. Sein bestes Resultat dabei war der vierte Platz im Super-G der WM 2007.

## Biografie
Schon in seiner Kindheit fuhr Christoph Gruber Skirennen für seinen Heimatverein Turnerschaft Schwaz. Er ist Absolvent der Skihandelsschule Stams und war seit 1993 im Kader des Österreichischen Skiverbandes (ÖSV). Die ersten großen Erfolge gelangen dem Tiroler im Winter 1994/95. Ende Februar wurde er Österreichischer Juniorenmeister im Riesenslalom und im Super-G, Anfang März gewann er sein erstes Europacuprennen und kurz darauf wurde er Juniorenweltmeister im Riesenslalom und in der Kombination.
In den nächsten zwei Jahren fuhr Gruber im Europacup nur selten unter die besten Zehn. Im Jahr 1997 wurde er österreichischer Meister in der Kombination. In der Europacupsaison 1997/98 gelangen ihm drei Super-G-Siege, womit er die Disziplinenwertung gewann und im Gesamtklassement den vierten Platz belegte. Durch diesen Erfolg hatte er im nächsten Winter einen Weltcup-Fixstartplatz im Super-G. Sein Weltcupdebüt gab Gruber am 27. November 1998 in Aspen, wo er auf Rang 14 fuhr. Auch die nächsten drei Rennen konnte er in den Punkterängen beenden und Anfang März kam er in Kvitfjell auf Platz zwölf. Im Europacup konnte er in dieser Saison den Riesenslalom von Hinterstoder gewinnen und weitere fünfmal unter die besten drei fahren. Damit belegte er jeweils den dritten Platz in der Super-G- und Riesenslalomwertung sowie Rang zwei im Gesamtklassement. In der Saison 1999/2000 gewann Gruber mit dem Sieg in der Abfahrt von Les Orres (zeitgleich mit Patrick Wirth) und weiteren sechs Podestplätzen die Europacup-Gesamtwertung. In der Abfahrt kam er auf den zweiten und im Super-G auf den dritten Gesamtrang. Im Weltcup war sein bestes Saisonresultat der elfte Platz im Riesenslalom von Saalbach-Hinterglemm.
Ab der Saison 2000/01 war Gruber nur noch im Weltcup am Start. Sein erstes Top-10-Resultat war der sechste Platz im Super-G von Lake Louise am 26. November 2000. Eine Woche später schaffte er im Super-G von Beaver Creek seinen ersten Podestplatz, wobei er nur dem Schweden Fredrik Nyberg um knappe drei Hundertstelsekunden unterlegen war. Am 21. Dezember 2000 stand der Tiroler mit seinem Sieg im Riesenslalom von Bormio erstmals ganz oben auf dem Podest. Der zweite Sieg folgte Ende Jänner 2001 im Super-G von Garmisch-Partenkirchen, den er mit einem Hundertstel Vorsprung auf Landsmann Hermann Maier gewann. Damit belegte er hinter Maier den zweiten Rang im Super-G-Weltcup und den elften Platz in der Gesamtwertung. Die Ergebnisse der Weltmeisterschaften 2001 in St. Anton am Arlberg waren jedoch eher enttäuschend für den Tiroler. Im Riesenslalom lag er nach dem ersten Durchgang auf Rang zwei, im zweiten Lauf fiel er jedoch auf Position zwölf zurück. Den Super-G beendete er auf Rang 19.
In der Saison 2001/02 blieb Gruber ohne Podestplatz. Zwei vierte Plätze im Super-G von Val-d’Isère und im Riesenslalom von Alta Badia waren seine besten Resultate. In Alta Badia stellte er dabei einen Rekord auf, als er von Platz 30 nach dem ersten Durchgang im zweiten Durchgang einen Sprung um 26 Plätze machte. Mit insgesamt elf Top-10-Ergebnissen kam er wie im Vorjahr auf Platz elf im Gesamtweltcup und in der Super-G- und Riesenslalomwertung jeweils unter die besten zehn. Die Platzierungen bei den Olympischen Winterspielen 2002 in Salt Lake City entsprachen seinen Saisonleistungen im Weltcup. Im Riesenslalom wurde er Fünfter, im Super-G Siebenter und in der Abfahrt Zwanzigster.
Die Saison 2002/03 brachte für Gruber wieder zwei Podestplätze. Im Riesenslalom von Val-d’Isère fuhr er auf Rang drei (wiederum mit einem Sprung um 26 Plätze, nachdem er im ersten Durchgang 29. war) und im Super-G von Kitzbühel auf Platz zwei. Bei den Weltmeisterschaften 2003 in St. Moritz kam er im Super-G jedoch nur auf Rang 14. Der neunte Platz im Riesenslalomweltcup war sein bestes Gesamtergebnis in dieser Disziplin. Im Winter 2003/04 kam der Tiroler ebenfalls zweimal auf das Podest. Im Riesenslalom von Adelboden und im Super-G von Sestriere wurde er jeweils Dritter.
Nach einem Materialwechsel im Sommer startete Gruber mit schlechten Resultaten in die Saison 2004/05. Erst ab dem Jahreswechsel fuhr er wieder unter die besten zehn und mit dem zweiten Platz in der Lauberhornabfahrt in Wengen kam er schließlich in die Mannschaft für die Weltmeisterschaften 2005 in Bormio. Dort bestritt er jedoch nur den Riesenslalom, bei dem er nach Rang 37 im ersten Durchgang im zweiten Lauf nicht mehr startete. In der mannschaftsinternen Qualifikation für die Abfahrt konnte er sich nicht durchsetzen. Nach der enttäuschenden WM feierte Gruber am 20. Februar 2005 seinen ersten Weltcupsieg seit vier Jahren. Er gewann den Super-G von Garmisch-Partenkirchen mit einer Hundertstelsekunde Vorsprung auf den Schweizer Didier Défago. Im Abfahrtsweltcup erzielte er mit Platz neun seine beste Gesamtplatzierung.
Die Saison 2005/06 begann wieder mit schwächeren Leistungen und Gruber fuhr in den ersten Monaten nie in die Top 10. Im Super-G von Garmisch-Partenkirchen gelang ihm aber wieder ein Sieg, diesmal mit über acht Zehntelsekunden Vorsprung auf den US-Amerikaner Scott Macartney. Damit sicherte er sich auch einen Startplatz im Super-G bei den Olympischen Winterspielen 2006 in Turin, wo er jedoch nur auf Rang 19 kam. In der Saison 2006/07 fuhr Gruber zweimal auf das Podest. Im Super-G von Gröden wurde er Zweiter und in der Abfahrt beim Saisonfinale in Lenzerheide Dritter. Bei den Weltmeisterschaften 2007 in Åre verpasste er nur ganz knapp die Medaillenränge. Im Super-G belegte er eine Hundertstelsekunde hinter dem Drittplatzierten Schweizer Bruno Kernen und zeitgleich mit Didier Cuche den vierten Platz. Im Riesenslalom schied er im ersten Durchgang aus, in der Abfahrt erhielt er keinen Startplatz.
In der Saison 2007/08 gewann Gruber den Super-G von Whistler und er wurde Dritter im Super-G von Beaver Creek. Im Disziplinenweltcup kam er damit auf Platz fünf. Die Saison 2008/09 verlief recht enttäuschend. Der sechste Platz im Riesenslalom beim Saisonauftakt in Sölden blieb sein bestes Ergebnis und nur ein weiteres Mal schaffte er es unter die besten zehn. Bei den Weltmeisterschaften 2009 in Val-d’Isère konnte er sein einziges Rennen, die Abfahrt, nicht beenden. Im Gesamtweltcup fiel er auf den 54. Platz zurück – sein mit Abstand schlechtestes Ergebnis seit neun Jahren – weshalb er nach der Saison von der Nationalmannschaft in den A-Kader des ÖSV versetzt wurde.
In der folgenden Saison 2009/10 war Grubers beste Platzierung ein 18. Rang im Super-G von Val-d’Isère. Am 16. Jänner 2010 stürzte er beim Einfahren für die Abfahrt von Wengen und erlitt dabei eine schwere Gehirnerschütterung, einen Riss im Schienbeinkopf, ein angerissenes Kreuzband und eine Meniskusquetschung im linken Knie. Damit war für ihn die Saison vorzeitig zu Ende.
Am 7. April 2010 gab Christoph Gruber das Ende seiner Sportkarriere bekannt und in Zukunft als Berufspilot arbeiten zu wollen. Die Ausbildung zum Berufspiloten schloss er im Februar 2012 ab, daneben ist er bei mehreren Weltcuprennen Co-Kommentator für den Fernsehsender Eurosport. Neben diesen Tätigkeiten ist Gruber weiterhin im Skibereich tätig. Als Skilehrer eines Tiroler Hotels gibt er sein Wissen und seine Erfahrung im Rahmen eines Racecamps an Kinder und Erwachsene weiter. Unterstützt wird er dabei durch den Trainer von Hubertus von Hohenlohe. Seit 9. Mai 2009 ist Gruber verheiratet.

## Erfolge

### Olympische Spiele
- Salt Lake City 2002: 5. Riesenslalom, 7. Super-G, 20. Abfahrt
- Turin 2006: 19. Super-G

### Weltmeisterschaften
- St. Anton 2001: 12. Riesenslalom, 19. Super-G
- St. Moritz 2003: 14. Super-G
- Åre 2007: 4. Super-G

### Weltcupwertungen
| Saison  | Gesamt | Gesamt | Abfahrt | Abfahrt | Super-G | Super-G | Riesenslalom | Riesenslalom | Kombination | Kombination |
| Saison  | Platz  | Punkte | Platz   | Punkte  | Platz   | Punkte  | Platz        | Punkte       | Platz       | Punkte      |
| ------- | ------ | ------ | ------- | ------- | ------- | ------- | ------------ | ------------ | ----------- | ----------- |
| 1998/99 | 71.    | 60     | –       | –       | 22.     | 60      | –            | –            | –           | –           |
| 1999/00 | 75.    | 71     | –       | –       | 43.     | 9       | 27.          | 62           | –           | –           |
| 2000/01 | 11.    | 470    | 29.     | 58      | 2.      | 246     | 12.          | 166          | –           | –           |
| 2001/02 | 11.    | 477    | 23.     | 82      | 8.      | 193     | 10.          | 202          | –           | –           |
| 2002/03 | 14.    | 558    | 24.     | 96      | 6.      | 185     | 9.           | 227          | 9.          | 50          |
| 2003/04 | 15.    | 578    | 17.     | 200     | 11.     | 173     | 10.          | 181          | 20.         | 24          |
| 2004/05 | 13.    | 487    | 9.      | 242     | 12.     | 151     | 27.          | 58           | 7.          | 36          |
| 2005/06 | 23.    | 347    | 21.     | 111     | 9.      | 147     | 28.          | 54           | 19.         | 35          |
| 2006/07 | 17.    | 479    | 11.     | 242     | 7.      | 153     | 19.          | 71           | 36.         | 13          |
| 2007/08 | 12.    | 537    | 20.     | 149     | 5.      | 251     | 14.          | 137          | –           | –           |
| 2008/09 | 54.    | 144    | 28.     | 64      | 33.     | 20      | 30.          | 60           | –           | –           |
| 2009/10 | 119.   | 15     | 56.     | 2       | 42.     | 13      | –            | –            | –           | –           |

### Weltcupsiege
- 14 Podestplätze in Einzelrennen, davon 5 Siege

| Datum             | Ort                    | Land        | Disziplin    |
| ----------------- | ---------------------- | ----------- | ------------ |
| 21. Dezember 2000 | Bormio                 | Italien     | Riesenslalom |
| 28. Jänner 2001   | Garmisch-Partenkirchen | Deutschland | Super-G      |
| 20. Februar 2005  | Garmisch-Partenkirchen | Deutschland | Super-G      |
| 29. Jänner 2006   | Garmisch-Partenkirchen | Deutschland | Super-G      |
| 21. Februar 2008  | Whistler               | Kanada      | Super-G      |

- 1 Sieg bei Mannschaftswettbewerben

### Europacup
- Saison 1994/95: 5. Abfahrtswertung
- Saison 1997/98: 4. Gesamtrang, 1. Super-G-Wertung
- Saison 1998/99: 2. Gesamtrang, 3. Super-G-Wertung, 3. Riesenslalomwertung
- Saison 1999/00: 1. Gesamtrang, 2. Abfahrtswertung, 3. Super-G-Wertung

- 17 Podestplätze, davon 6 Siege:

| Datum             | Ort                  | Land       | Disziplin    |
| ----------------- | -------------------- | ---------- | ------------ |
| 7. März 1995      | Saalbach-Hinterglemm | Österreich | Abfahrt      |
| 12. Dezember 1997 | Obereggen            | Italien    | Super-G      |
| 13. Jänner 1998   | Zauchensee           | Österreich | Super-G      |
| 25. Jänner 1998   | Les Menuires         | Frankreich | Super-G      |
| 11. Jänner 1999   | Hinterstoder         | Österreich | Riesenslalom |
| 26. Jänner 2000   | Les Orres            | Frankreich | Abfahrt      |

### Juniorenweltmeisterschaften
- Voss 1995: 1. Riesenslalom, 1. Kombination, 5. Abfahrt, 19. Slalom

### Österreichische Meisterschaften
- österreichischer Meister in der Kombination 1997
- Österreichischer Juniorenmeister im Super-G und im Riesenslalom 1995

### Rekorde
Gruber hielt zwischenzeitlich den Rekord für den größten Sprung nach vorne im zweiten Durchgang eines technischen Bewerbes – jeweils um 26 Plätze im Riesenslalom von Alta Badia 2001 vom 30. auf den 4. Platz und in jenem von Val-d’Isère 2002 vom 29. auf den 3. Platz. Der Rekord wurde 2008 vom Franzosen Gauthier de Tessières mit einem Sprung vom 30. auf den 3. Platz überboten, ebenfalls im Riesenslalom von Val-d’Isère.